# Henry Desmarest
Henry Desmarest fue un músico y compositor francés del periodo barroco nacido en París en febrero de 1661 y fallecido en Lunéville el 7 de septiembre de 1741. 

## Biografía
Su padre, Hugues, era agente judicial en el Grand Châtelet, y murió en 1668 dejando a su hijo único solo. Henry estudió las partituras de la chapelle du roi, y aprendió música mostrando un gran talento.
En 1682 compuso un idilio con motivo del nacimiento del duque de Borgoña, y al año siguiente compitió sin éxito por el puesto de maestro adjunto de la Capilla Real. Se casó en 1689, y nació una niña de este matrimonio. Compuso varias obras en nombre del Padre Coupillet, un sub-maestro de la Capilla Real, que las hacía pasar por sus propias composiciones, pero que en 1693 fue despedido tras el descubrimiento del engaño. 
Su esposa, Elisabeth, murió en 1696. Al año siguiente se casó con Marie-Marguerite de Saint-Gobert, una joven de 19 años cuyo padre, el médico personal de Gastón de Orleans, no quería oír hablar de él. Sin embargo, la pareja tuvo un hijo, y el señor de Saint-Gobert inició una acción legal contra Henry Desmarest por seducción y secuestro. El juicio, que se llevó a cabo en 1699, terminó con la condena de Desmarest, la pareja huyó a Bruselas para escapar de la justicia francesa.
El 28 de mayo de 1700, Desmarest, condenado por rebeldía, fue ahorcado en efigie en la place de Grève, lo que le impedía volver a Francia. Pero Desmarest consiguió un trabajo en España bajo la protección de Felipe V (nieto de Luis XIV de Francia). El matrimonio fue aprobado en 1702 pero en 1703 los músicos franceses fueron expulsados de la corte española y sustituidos por músicos italianos.
Por recomendación de un amigo, Desmarest encontró un puesto en 1707 como superintendente de la música en la corte del duque Leopoldo I de Lorena en Nancy (en ese momento, Lorena era un estado soberano). En Lorena iba a tener lugar el resto de su carrera y su vida, marcada por el nacimiento de varios niños, la mayoría de los cuales murieron en la infancia. Luis XIV se negó siempre a otorgar el perdón a Desmarest. Sin embargo, después de la muerte del rey, por cartas patentes de 1720, el Parlamento de París levantó todas las condenas en su contra. El contrato de matrimonio se celebró, finalmente, cuando Desmarest tenía sesenta años. Su esposa murió en 1727 y él en 1741.
La música de Desmarest se mueve esencialmente dentro de los ámbitos desarrollados por Lully: tragedias líricas (Dido, Circe, Teágenes y Cariclea, Ifigenia en Táuride, Renaud o después de Armida), ópera-ballet (El Ama Momus, El día de fiesta galante), pastoral heroica (Diana y Endimión), divertimentos, cantatas, etc.

## Obras
- Misa a 2 coros y 2 orquestas
- Te Deum llamado "de Paris"
- Te Deum llamado "de Lyon"
- De profundis
- Veni Creator
- Cum invocarem
- Grandes motetes loreneses: Usquequo Domine (salmo XII), Lauda Jerusalem (salmo CXLVII), Domine ne in furore (salmo VI), Confitebor tibi Domine (salmo CX), Dominus regnavit (salmo XCVI)
- Idylle sur la naissance du duc de Bourgogne, 1682 (divertissement; pedrido)
- Endymion, Versalles, febrero-marzo 1686 (tragedia; perdida)
- La Diane de Fontainebleau, Fontainebleau, 2 de noviembre de 1686 (divertissement; Antoine Maurel)
- Didon, París, Académie royale de musique, 5 de junio de 1693 (tragedia; Louise-Geneviève Gillot de Saintonge)
- Circé, París, Académie royale de musique, 1.º de octubre de 1694 (tragedia; Joseph-François Duché de Vancy)
- Théagène et Chariclée, París, Académie royale de musique, 12 de abril de 1695 (tragedia; Joseph-François Duché de Vancy)
- Les Amours de Momus, París, Académie royale de musique, 25 de mayo de 1695 (opéra-ballet; Joseph-François Duché de Vancy)
- Vénus et Adonis, París, Académie royale de musique, julio 1697 (tragedia; Jean-Baptiste Rousseau)
- Les Fêtes galantes, París, Académie royale de musique, 10 de mayo de 1698 (ópera-ballet ; Joseph-François Duché de Vancy)
- Divertissement représenté à Barcelone au mariage de Leurs Majestés Catholiques, octubre de 1701 (Louise-Geneviève Gillot de Saintonge)
- Iphigénie en Tauride, París, Académie royale de musique, 6 de mayo de 1704 (tragedia; Joseph-François Duché de Vancy; acabada por Antoine Danchet por el libreto y André Campra por la música)
- Le Temple d'Astrée, Nancy, 9 de noviembre de 1709 (divertissement; Claude-Marc Magny; perdido)
- Diane et Endymion, Nancy, enero de 1711 (pastoral heroica; Louise-Geneviève Gillot de Saintonge; música perdida)
- Divertissement pour l'électeur de Bavière, Namur, 1712 (perdido)
- Divertissement pour la fête du duc de Lorraine, Lunéville, 15 de noviembre de 1717 (música perdida)
- Renaud, ou la Suite d'Armide, 5 de marzo de 1722 (tragedia; Simon-Joseph Pellegrin)